# Petrovabisztra község
Petrovabisztra község (románul: Comuna Bistra) község Máramaros megyében, Romániában. Központja Petrovabisztra, beosztott falvai Petrovakraszna, Visóvölgy.

## Népessége
A 2011-es népszámlálás adatai alapján a község népessége 4174 fő volt.